# Carnival Venezia
El Carnival Venezia, anteriormente Costa Venezia, es un crucero clase Vista operado por Carnival Cruise Line, una subsidiaria de Carnival Corporation & plc. Originalmente destinado a atender el mercado chino, entró en servicio en Shanghái el 18 de mayo de 2019, siendo operada por Costa Cruceros.
Con un tonelaje bruto (GT) de 135 225 y una capacidad de 4208 pasajeros, fue brevemente el barco más grande de la flota de Costa Cruceros hasta la entrada en servicio del Costa Smeralda a finales de 2019.